# Portrait d'Antonio Martelli
Portrait d'Antonio Martelli est un tableau de Caravage peint en 1607 ou 1608 et conservé au palais Pitti à Florence. Il présente un personnage méditatif, portant l'habit propre à l'ordre de Saint-Jean de Jérusalem. Le modèle est un chevalier appartenant à cet ordre, qui est couramment identifié avec Antonio Martelli. Néanmoins, un doute subsiste avec le grand maître de l'ordre, Alof de Wignacourt, dont Caravage peint également le portrait.

## Historique
Caravage crée le tableau après son départ de Naples et son installation en juillet 1607 à Malte. Rapidement, le peintre se présente au grand maître de l'ordre de Saint-Jean de Jérusalem, Alof de Wignacourt et, désireux d'être sacré chevalier de cet ordre, il entreprend la création de tableaux en sa faveur. Le tableau est daté par les chercheurs des années 1607-1608 : 1607 selon Andrew Graham-Dixon ou 1608 selon Rossella Vodret.
Un certain consensus est établi parmi la communauté scientifique pour identifier le modèle avec Antonio Martelli, un chevalier de l'Ordre et membre de la famille noble des Martelli de Florence. Mais cela n'est pas établi avec une certitude absolue. Ainsi, un doute subsiste sur une identification avec Alof de Wignacourt qui lui ressemble beaucoup, comme il est possible de le constater dans un portrait que Caravage lui consacre à cette même période, le Portrait d'Alof de Wignacourt. De fait, il est unanimement accepté par les historiens de l'art que les deux tableaux sont chronologiquement très proches. Ainsi, jusqu'au début des années 2000, certains chercheurs considèrent que le portrait peut constituer une étude préparatoire à celui d'Alof de Wignacourt.

Néanmoins, le tableau est désormais considéré comme légèrement postérieur au Portrait d'Alof de Wignacourt. Un des éléments appuyant cette postériorité est que les mains demeurent inachevées, ce qui pourrait montrer que le tableau serait le dernier de la production maltaise du peintre, celui-ci devant fuir Malte pour la Sicile en octobre 1608.

## Description
Le tableau présente un personnage en buste, vu de face mais avec la tête tournée de trois-quarts. Il s'agit d'un homme dans la force de l'âge, âgé d'une soixantaine d'années.

La lumière crue provient de devant lui et met en exergue le côté droit de son visage, le col blanc de sa chemise et la croix blanche sur son vêtement noir, cette dernière ayant pu être décrite comme « animée comme une fleur magique, qui répand de la lumière ».

## Analyse
Le portrait se veut très réaliste, avec notamment des effets de lumière qui soulignent les rides sur le visage du modèle.

L'homme est représenté en chevalier de l'ordre de Saint-Jean-de-Jérusalem avec tous les éléments qui caractérisent à la fois le soldat — l'épée à la ceinture — et le religieux — le rosaire et la grande croix sur son habit.

Par ailleurs, son visage étant très légèrement incliné vers le bas, le personnage apparaît pensif et méditatif. Ces éléments sont évocateurs des influences de portraitistes comme Titien et Moroni.